# Masteria aimeae
Espèce
Synonymes
- Microsteria aimeae Alayón, 1995

Masteria aimeae est une espèce d'araignées mygalomorphes de la famille des Dipluridae.

## Distribution
Cette espèce est endémique de Cuba. Elle se rencontre dans les provinces de Holguín, de Guantánamo et de Camagüey.

## Description
Le mâle holotype mesure 2,85 mm.
La femelle décrite par Passanha et Brescovit en 2018 mesure 3,60 mm.

## Étymologie
Cette espèce est nommée en l'honneur d'Aimé Posada García.

## Publication originale
- Alayón, 1995 : La subfamilia Masteriinae (Araneae: Dipluridae) en Cuba. Poeyana, vol. 453, p. 1-8.